# Internationale Pelzfach-Ausstellung

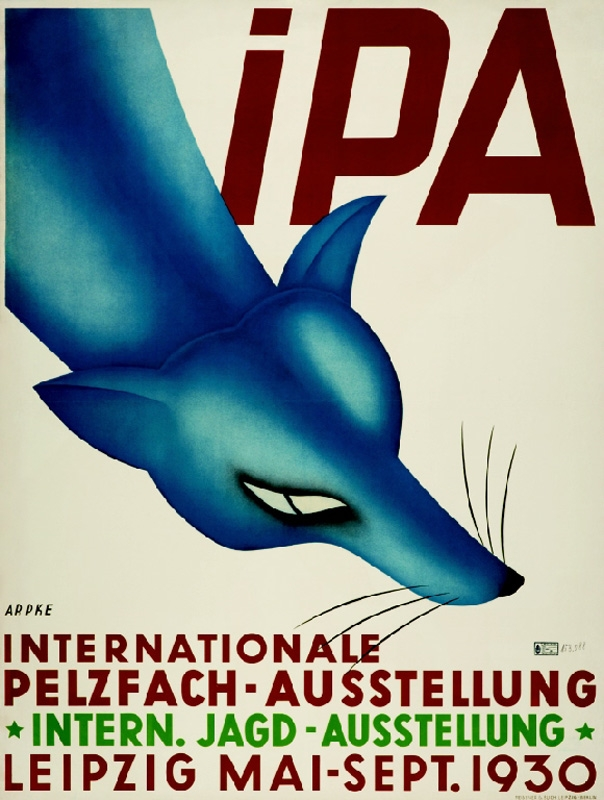
Plakat zur Internationalen Pelzfach-Ausstellung;
Vielfarbdruck; Entwurf von Otto Arpke

Die Internationale Pelzfach-Ausstellung (IPA) war eine groß angelegte Fachausstellung der Pelzbranche, die im Sommer 1930 über vier Monate in Leipzig veranstaltet wurde; mit ihr verbunden war eine internationale Jagdausstellung. Vom 22. bis 29. Juni des Jahres fand dort außerdem der erste und wohl einzig gebliebene Welt-Pelz-Kongress statt.

## Die Planung
In der Pelzbranche sah man sich zu der Zeit an einem Wendepunkt in der Geschichte des Pelzes, von unrationeller zu systematischer Wirtschaft mit vielen begleitenden Veränderungen. Die Pelzhandelsmärkte hatten sich nach dem Ersten Weltkrieg vielfach verlagert und alte Handelsfirmen waren neuen gewichen. Durch Innovationen in der Pelzveredlung waren für den ständig wachsenden internationalen Bedarf neue, preisgünstige Produkte entstanden, vor allem in der Kaninverarbeitung.
Im November 1926 beschloss die Versammlung des 1921 gegründeten Reichsverbandes der Deutschen Rauchwarenfirmen auf Vorschlag ihres Vorsitzenden Paul Hollender, eine internationale Ausstellung zu organisieren. Der ursprünglich vorgesehene Name war „Weltausstellung für das Pelzfach (WEPA)“, das Wort „Weltausstellung hatte jedoch der Reichskommissar beanstandet. “Wegen der vermutlich größeren Besucherzahl und Kapitalstärke war Berlin mit dem neuen Messegelände am Funkturm vorgeschlagen worden, letztlich entschloss man sich wegen der weltweiten Bedeutung Leipzigs für Pelzverarbeitung und -handel jedoch für diese Stadt. Auch war die Pelzbranche zu der Zeit der bedeutendste Steuerzahler Leipzigs, so dass erhebliche finanzielle und personelle Unterstützung von dort zu erwarten waren. Es war aber zu entscheiden, ob sie in der Innenstadt mit Schwerpunkt am Pelzhandelszentrum Leipziger Brühl oder auf dem Gelände der Technischen Messe sein solle. Da die Ausstellung bis September währen sollte, die Ausstellungsräume der Innenstadt aber für die Herbstmesse gebraucht wurden, bevorzugte man das Gelände der Technischen Messe, die damals nur im Frühjahr stattfand. Zunächst war als Termin 1929 geplant, es wurde dann aber doch 1930. Der Pelzveredler und Rauchwarenhändler Paul Hollender wurde der Leiter des vorbereitenden Ausschusses der Ausstellung.
Die Erweiterung des Namens und der Ausstellung zur „Internationalen Pelzfach-Ausstellung Internationale Jagd-Ausstellung Leipzig 1930“ war ursprünglich nicht vorgesehen. Das Land Sachsen als wichtiger Geldgeber wollte unbedingt die Moritzburger Trophäensammlung untergebracht wissen, der Mittelsmann Erich Klein, ein leidenschaftlicher Jäger, ließ sich nicht davon abbringen. „Wie kaum anders zu erwarten“ gab es eine Kettenreaktion, die übrigen Länder mochten nicht zurückstehen. Schließlich wollte sich auch das Ausland daran beteiligen. Letztlich gab man alle Bedenken auf, erweiterte die Ausstellung um eine Jagdschau und einigte sich auf den neuen Namen. Hinter der Pelzschau durfte die Jagdschau nun nicht zurückstehen, sie wurde mit Hilfe der Universität Rostock aufgebaut.
Ähnlich verhielt es sich mit der vorgesehenen Pelztierschau. Eigentlich waren nur ein paar Karakulschafe vorgesehen, die russische Aussteller angekündigt hatten. Die heimischen Pelztierzüchter, auf Export eingestellt, wollten keineswegs nachstehen. Um die Züchter nicht von einem Besuch abzuhalten, akzeptierte man deren Wunsch, trotz der eindringlichen Warnungen der zoologischen Berater auf womöglich nicht tiergerechte Unterbringung und dem Hinweis, dass Pelztiere in ihrem Sommerfell keineswegs sonderlich attraktiv seien. Durch diese Korrektur entstand unter der Hand ein regelrechter IPA-Zoo.

## Die Ausstellung
Die Internationale Pelzfach-Ausstellung fand vom 31. Mai bis zum 30. September 1930 unter der Beteiligung von Firmen und Organisationen aus 15 Ländern auf dem Gelände der Technischen Messe statt. Es wurde ein Gesamtareal von 400.000 m² angemietet. Davon waren 32.442 m² überdachte Fläche in fünf Hallen. Auf den Freiflächen befanden sich Tiergehege, Kioske und ein Vergnügungspark.
Die Hauptaufgabe der IPA war, die Monopolstellung, die Leipzig im internationalen Pelzhandel einnahm, sichtbar zu machen. Neben dieser Selbstdarstellung erhofften sich die Initiatoren vor allem eine Ausweitung der Geschäftsbeziehungen durch den erwarteten internationalen Besucherstrom. Im Nachhinein wurde festgestellt, dass etliche Kleinunternehmer in westlichen, aber auch ost- und südeuropäischen Staaten durch den Besuch der Ausstellung zu Unternehmensgründungen angeregt worden sein sollen.

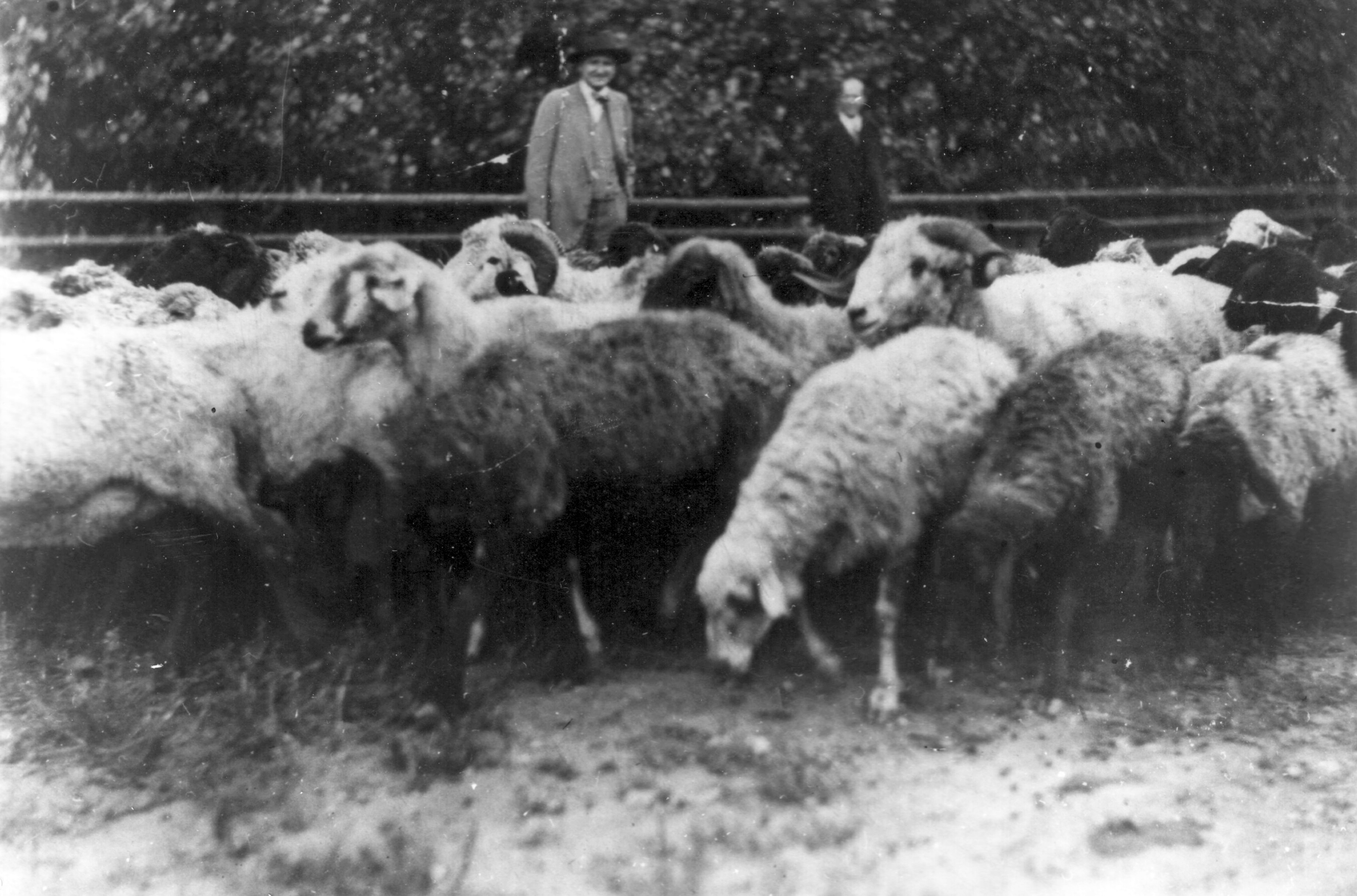
Die Karakul-Schafherde im Leipziger Zoo

Die Schau zeigte ausführlich die Pelztierzucht, die einzelnen Gewerke der Pelzbearbeitung, wie Pelzzurichter und Pelzveredler sowie den Kürschner in Aktion. Im Freigelände wurden in Gehegen und Zwingern fast alle Tiere gezeigt, die für die Pelzverarbeitung genutzt wurden, einen großen Teil stellte der Leipziger Zoo. Die extra aus Russland importierte Herde von Karakulschafen, den Lieferanten der Persianerfelle, konnten dagegen wegen seuchenrechtlicher Bestimmungen nur im Zoo gezeigt werden. Betreuer war dort ein Buchare, der neben der Herde in einem landesüblichen Zelt, einer Jurte, wohnte.
Unter anderem zeigte ein großes Panorama der Tundra das Lebensumfeld der dort vorkommenden Tiere. Auch die Haustierhaltung wurde in vielfacher Form zur Schau gestellt. Im Achilleion als Deutschlandhalle präsentierten die deutschen und insbesondere die Leipziger Firmen ihre Leistungsfähigkeit. Der bedeutendste und am besten organisierte Teil der Ausstellung betraf die Rauchwarenveredlung. International war die Branche in Länderschauen in der Halle der Nationen vertreten. Insgesamt waren etwa 3000 Felle der ausgefallensten Arten zu sehen. Neben regelmäßigen Pelzmodenschauen während der Ausstellung präsentierte eine spezielle Schau die „Pelzmode im Wandel der Jahrhunderte“. Der ADAC veranstaltete eine Sternfahrt zur „IPA Pelz- und Jagdausstellung“. Für die Teilnehmer gab es eine farbige Messingplakette mit dem Fuchsemblem der Messe.

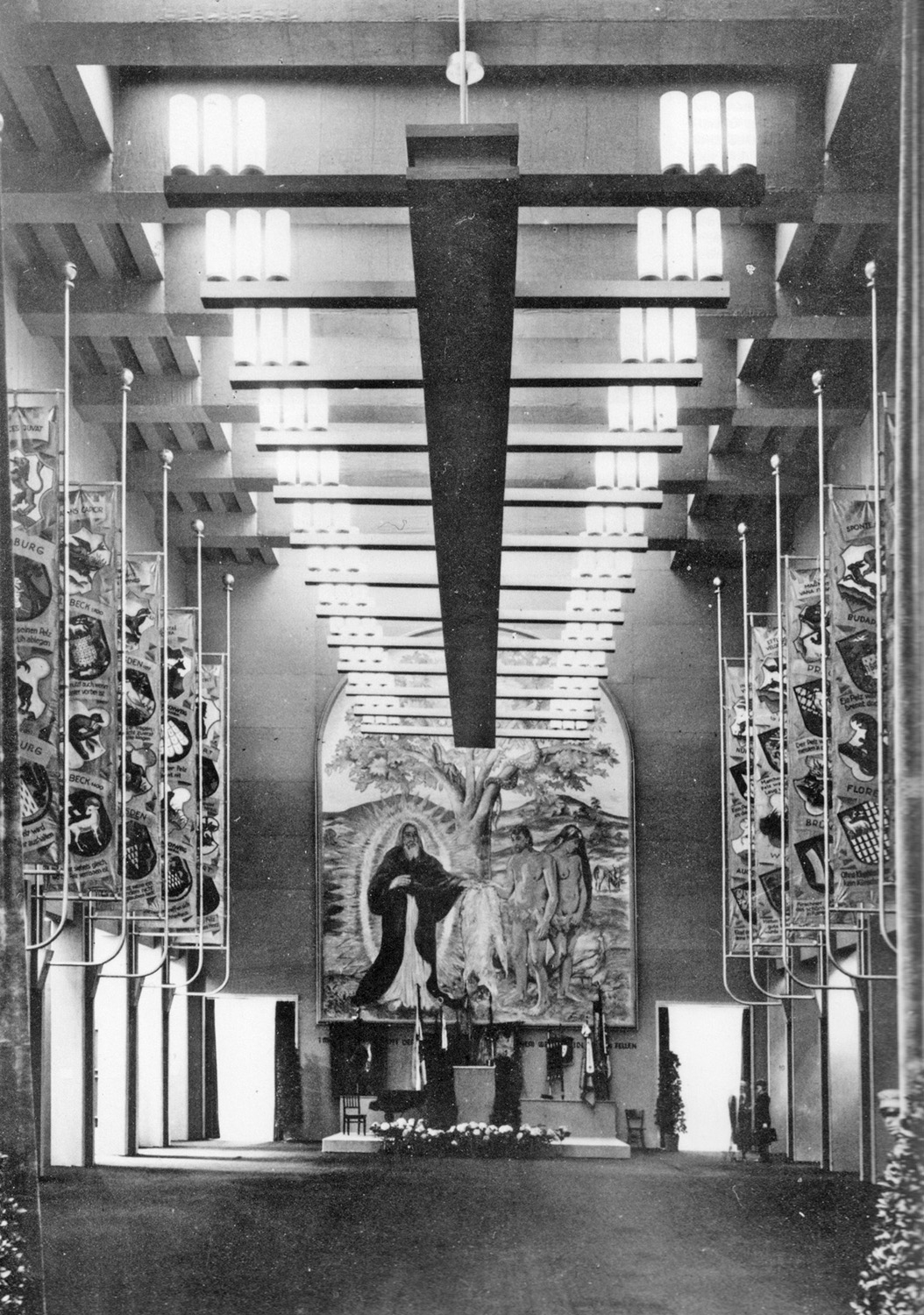
Der Ehrensaal
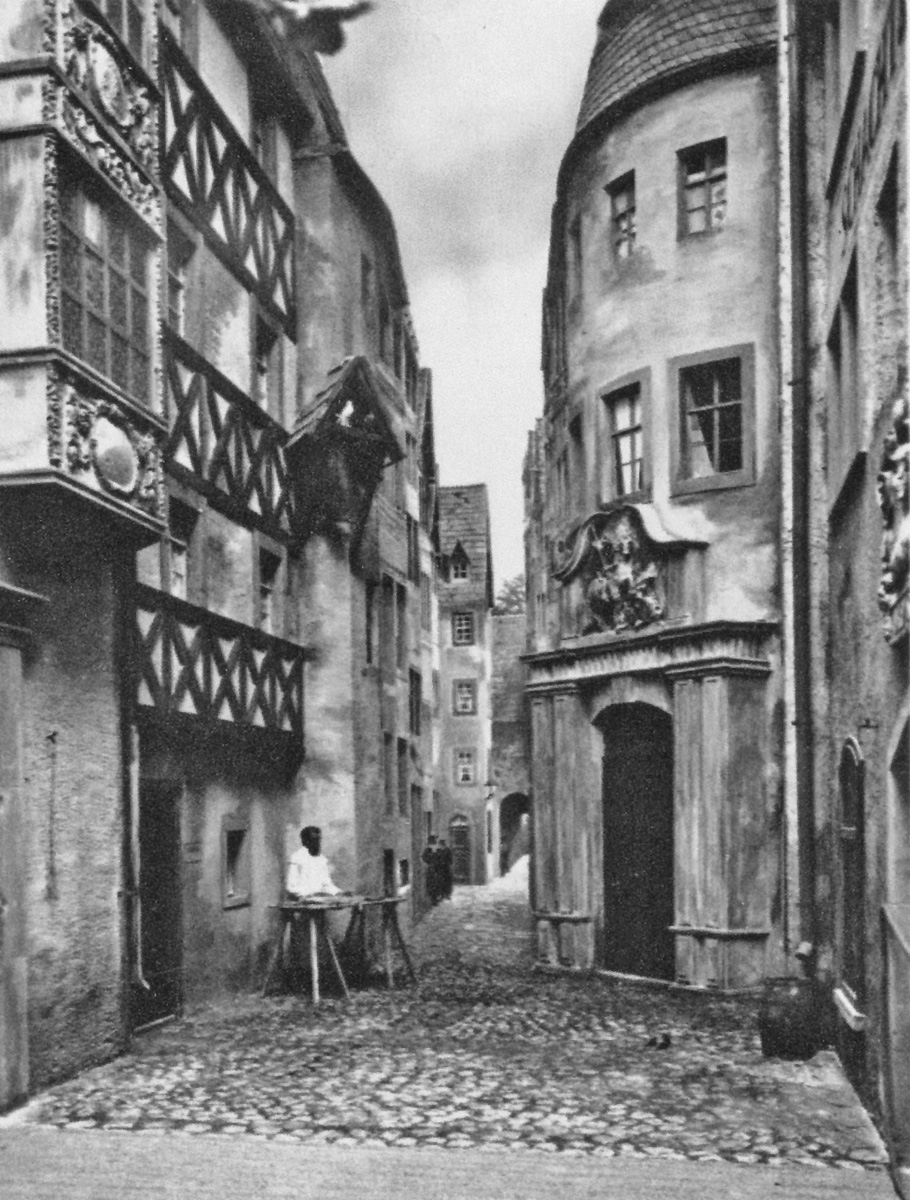
Der Nachbau des alten Brühl
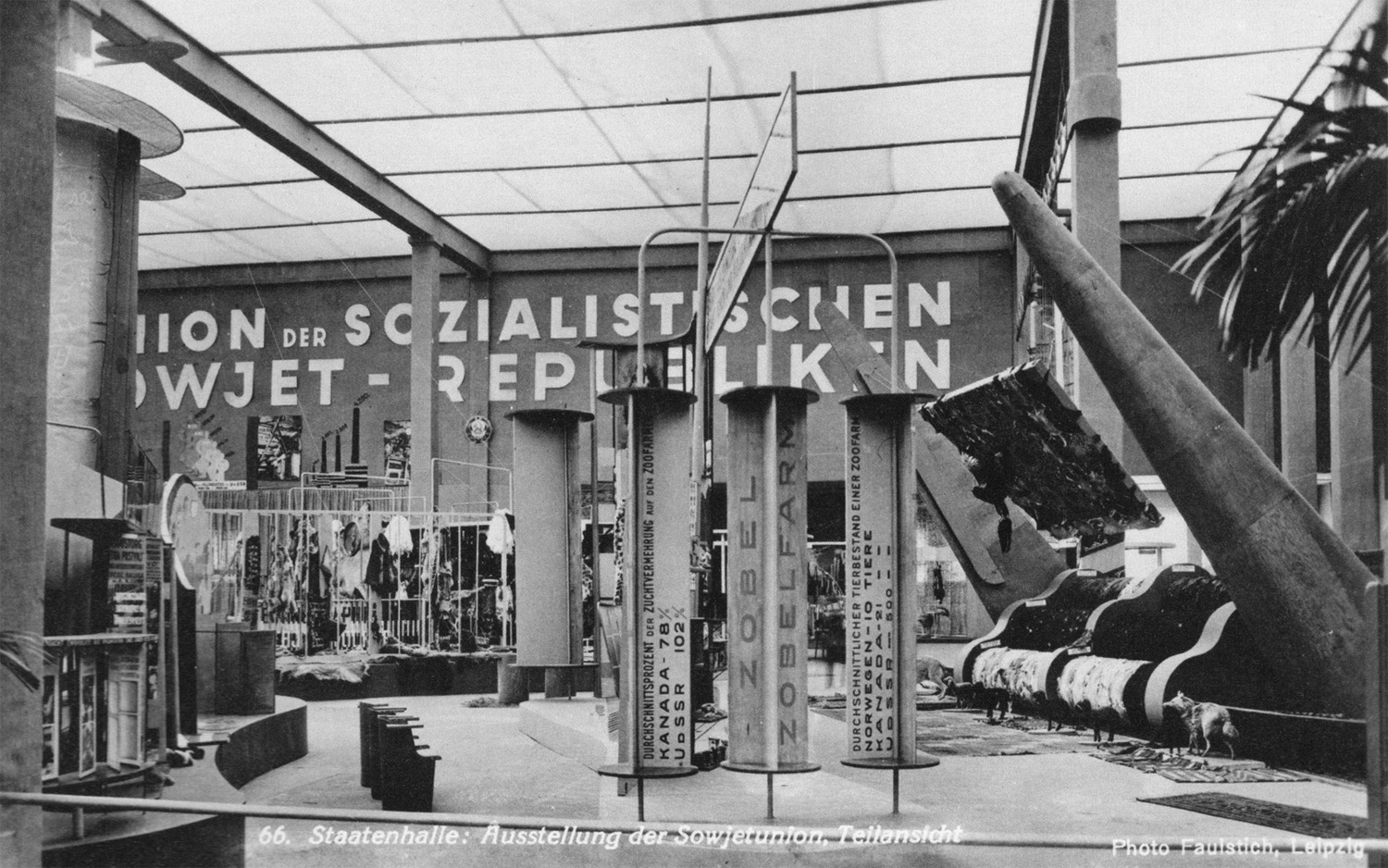
Der Länderstand der Sowjetunion
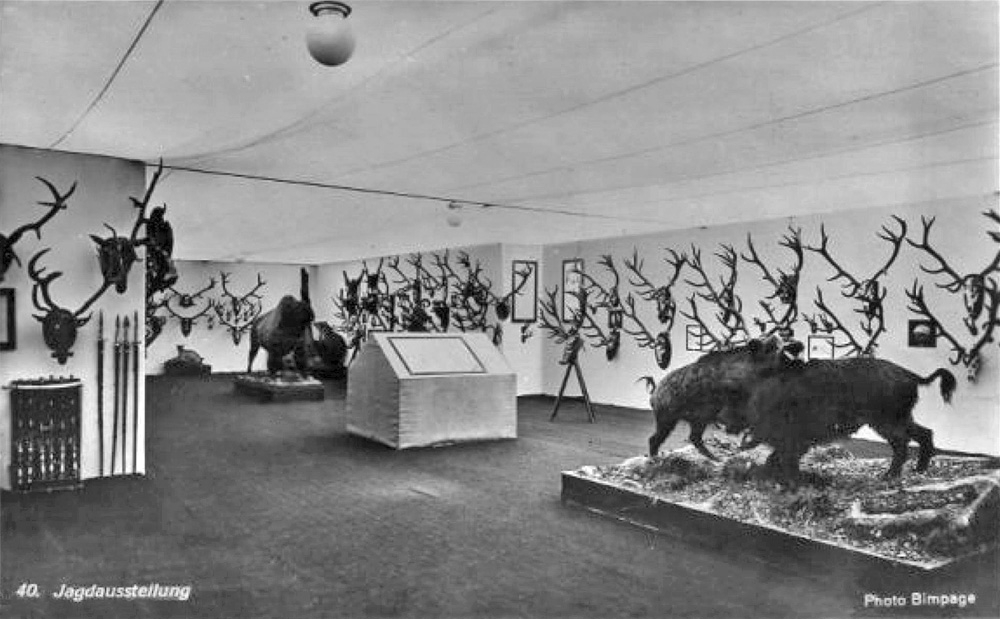
In der Jagdausstellung

Beim Betreten der Hallen kam der Besucher zuerst in den „Ehrenhof“, auf Anregung und unter Mitarbeit des Architekten Paul Poser (Leipzig) geschaffen, und dann in den sich anschließenden „Ehrensaal“ mit der Darstellung, wie Gott Felle an Adam und Eva übergibt. Die künstlerische Ausschmückung entwarf und führte der Grafiker Erich Gruner aus, der 1917 das Emblem „MM“ für die Leipziger MusterMesse entworfen hatte sowie später einige Briefmarken zum Thema Leipziger Messe gestaltete. Im folgenden Meistersaal standen Urkunden, Bücher, Gesellen- und Meisterbriefe, Laden und Truhen sowie alter Besitz der Stadt Breslau beispielhaft für die Geschichte der Organisation des Kürschnerhandwerks. Nach dem Gang durch die Geschichte der Pelzmode gelangte man in den nachgebauten alten Leipziger Brühl. In vielen Sälen wurde das Pelzhilfsgewerbe gezeigt, Statistik, Fachausbildung, Fachschulwesen, Werbung und Fachpresse.
Färber und Zurichter waren in einer eigenen Halle zu sehen. Die Pelzveredlungsindustrie hatte eine komplette Veredlungsanlage aufgestellt, die alle vier Wochen von einem anderen Unternehmen besetzt wurde. Hier wurde hinter Glas der Weg vom Rohfell bis zum kürschnermäßig verwertbaren Produkt gezeigt. Laboratorium, Zurichterei, Färberei, Bleiche und Haarbehandlung offenbarten zum ersten Mal ein bis dahin geheimnisvoll gehütetes Geschehen. In einer modernen Kürschner-Musterwerkstatt wurde demonstriert, wie auch in diesem Handwerk die Handarbeit immer mehr durch die Technik unterstützt wurde.
Die neuesten Entwicklungen und Erfindungen, wie Pelzschneidegeräte, elektrisch betriebene Pelznähmaschinen, Pikiermaschinen, die neuesten Pelzklopfmaschinen und vieles mehr wurden dort gezeigt. Die Lehrschau zeigte Felle in vorher und später nie wieder erreichter Komplettierung. Daneben bestanden viele Sonderausstellungen von Firmen, Behörden, Fabrikanten und Züchtern. Neben den sechs großen Sälen gab es einen Lesesaal mit Graphiken, Ölgemälden und plastischen Werken in großer Vielfalt. Den Abschluss bildete eine vom Maler Willi Geiger geschmückte Halle. Sein Werk zeigte einen Bogenschützen nach persischem Vorbild und die bekanntesten Pelztiere, es versinnbildlichte die Verwendung des Pelzes und zeigte Leipzig als den Mittelpunkt des Internationalen Rauchwarenhandels.
Den größten Raum hatte Russland belegt, das einen erheblichen Teil seines Pelzhandels traditionell über Leipzig abwickelte. Der Rauchwaren-Kommissionär, Publizist und Chronist der Pelzbranche Philipp Manes stach, neben Paul Hollender, unter den Förderern der IPA besonders hervor, der Reichsminister der Finanzen Dietrich bezeichnete ihn in seiner Begrüßungsansprache als den „Vater des Kongresses“. Manes schreibt 1941, drei Jahre vor seiner Ermordung durch die Nationalsozialisten im Konzentrationslager: „Die herrliche Ausstellung der Russen, die alles zeigten, was die Wälder des Riesenreiches hergaben, in einer Aufmachung, so übersichtlich und anschaulich, wie kein anderes Land, begeisterte jeden Besucher. Hier konnte man Fellkunde praktisch studieren, Sortimente sehen, Ursprungsorte und ihre Verschiedenheiten kennenlernen – wie es in der Vollkommenheit nie wieder geboten wird.“
Die alte amerikanische Pelzhandelsgesellschaft Hudson’s Bay Company war mit historischen Bildern und Gegenständen vertreten. Der drittgrößte Aussteller war Frankreich, das als Modeführer selbstbewusst seine handwerklichen Produkte zeigte: „Wir wollen unsere Pelzprodukte bewundern lassen, sowohl hinsichtlich der Schnitte wie hinsichtlich der Gesamtwirkung, wie sie in gleicher Auswirkung eben nur in Paris, dem unbestrittenen Mittelpunkt aller Eleganz, zu finden sind. Wir wollen nicht vielerlei, dafür aber Gutes und Auserlesenes bringen und den Veranstaltern der IPA dadurch unseren Dank abstatten, dass wir unsere Abteilung zu einem Anziehungspunkt der Eleganz und des guten Geschmacks machen.“
Argentinien, Finnland, Dänemark, die Niederlande, Persien, Polen, Rumänien, Schweden, Spanien, Tschechoslowakei und Ungarn hatten sich ebenfalls beteiligt, meist nur mit kleinen Flächen, auf denen sie Einblick in ihr pelzwirtschaftliches Schaffen gaben. Nur das kleine Österreich hatte einen eigenen Pavillon erbaut, der mit seinem Vorgarten und dem darin befindlichen „Wiener Café“ eine Zierde im Gelände bildete. Die Wiener Kürschner zeigten auf abends angestrahlten Podesten ihre schönsten Kreationen und vielerlei apartes Kleinzeug, worin sie unübertrefflich waren. In seitlichen Aufbauten stellte die Wiener Veredlungsindustrie und der Rauchwarenhandel aus. Das alles war mit sehr viel Liebe gestaltet worden. Letztlich waren es auch die Wiener und die ungarischen Unternehmen, die wohl als einzige einen direkten Nutzen durch ihre Beteiligung hatten. Die Budapester Lammfellspezialisten hatten in großer Aufmachung ihre hochveredelten Fabrikate gezeigt, die anschließend ihren Siegeszug durch die Welt antraten.
Zur Ausstellung erschien ein 738 Seiten starker Katalog. Das vom Illustrator Otto Arpke gestaltete Motiv eines Blaufuchses war das Wiedererkennungszeichen der Ausstellung, das auf Plakaten, Werbeschriften, Anstecknadeln und anderem verwendet wurde. Der Medailleur Bruno Eyermann schuf zur Ausstellung eine Bronzemedaille mit dem Fuchs und einem Bildnis des Ausstellungspräsidenten Paul Hollender.
So wie die Pelzausstellung galt auch die Jagd- und Trophäenschau als die größte ihrer Art auf deutschem Boden. Überwiegendes Lob kam auch von der internationalen Presse. Die Leipziger Stadtväter sahen es etwas anders, denn für sie war die meist nur schwach besuchte Schau finanziell ein Misserfolg. Man formulierte sogar „Pleiteausstellung“, was wohl auch der Grund war, dass keine andere Stadt danach ein solches Unternehmen startete. Auch die Pelzbranche sah die Veranstaltung hinsichtlich des wirtschaftlichen Erfolgs nachträglich mit sehr gemischten Gefühlen. Hätte die Veranstaltung, wie eigentlich geplant, ein Jahr früher stattgefunden, wäre sie in eine Zeit wirtschaftlicher Prosperität gefallen. 1930 jedoch geriet sie in den Sog der mit den Kursstürzen an der New Yorker Börse einsetzenden Weltwirtschaftskrise. Übrig blieben „Millionenschulden“. Die zu den Garanten der IPA gehörende Leipziger Industrie- und Handelskammer erhob noch 1933 von den ihr angegliederten Gewerbetreibenden der Rauchwarenbranche eine Sonderumlage von 25 Prozent des ordentlichen Handelskammer-Beitrages, um die erste Garantierate von 150.000 Mark zahlen zu können. Auch für die nächsten Jahre waren solche Sonderzahlungen vorgesehen. Die vom Staat Sachsen und der Stadt Leipzig (1,7 Millionen Mark) garantierten hohen Summen waren bereits entrichtet worden.
Ein Teil der Sammlung wurde anschließend vom Pelzfachmuseum der Stadt Leipzig übernommen. Während des Zweiten Weltkriegs wurden die Bestände des Museums bei einem Bombenangriff auf Leipzig fast vollständig vernichtet. Beim Leipziger Tierpräparator Friedrich H. Wöbke, Brühl 27, konnten sich die Kürschner noch 1936 für ihre Dekorationen „Tiere aus der großen Leistungsschau“ ausleihen.

### Kunst auf der IPA

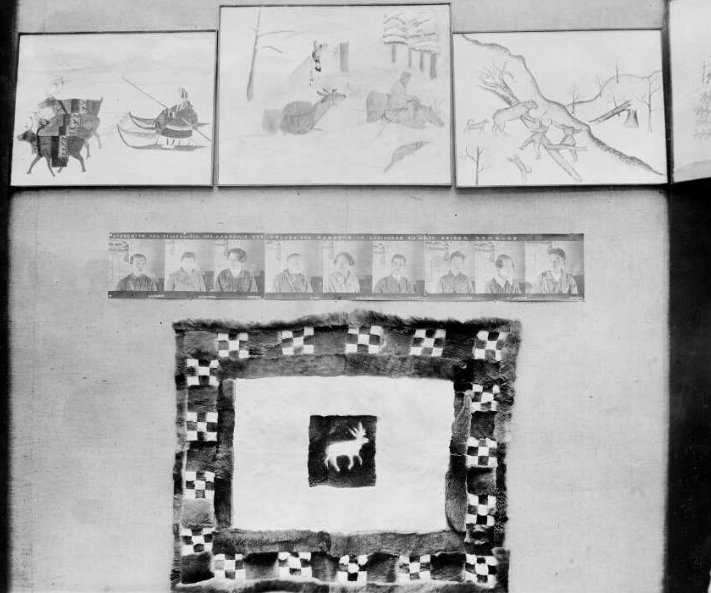
Pelzmosaik und Kunst am Stand der Sowjetunion

In der Staatenhalle und an Sonderständen gab es Aussagen über pelztragende Tiere in der Kunst. Die UdSSR hatte sich mit Arbeiten der „Akademie des Nordens“ auf die Volkskunst konzentriert. Schweden zeigte erstmals in Deutschland Gemälde von Bruno Liljefors, Frankreich seine bekannten Handarbeiten und Tapisserien. Aus Rumänien kam aus dem Museum Bukarest ein riesiges Diorama.
Die deutsche Ausstellung stand unter dem Motto „Von Pelztier und Pelzwerk in der Kunst aller Zeiten und Völker“. Museen aus Dresden, Kassel, Berlin und München hatten wertvolle, teils berühmte, zum Thema passende Werke zur Verfügung gestellt. Unter anderem wurden gezeigt: „Das Pelzchen“ von Peter Paul Rubens, „Pelzstilleben“ von Wenzel Hollar, „Saskia“ von Rembrandt van Rijn, „Torgauer Jagd“ von Lucas Cranach und die „Wermsdorfer Jagd“ von Ferdinand von Rayski. Zusätzlich zu den klassischen Werken hatte eine Jury aus 540 eingesandten Arbeiten 287 aktuelle Arbeiten für die Ausstellung ausgewählt, darunter 74 Plastiken, unter anderem eine „Seebärengruppe“ von Edith ter Meer, „die ein IPA-Schlager wurde“. Der Leipziger Maler Willi Geiger hatte für die IPA vier Kolossalgemälde geschaffen, die „Welt des Pelzes“ symbolisierend.

## Der Welt-Pelz-Kongress

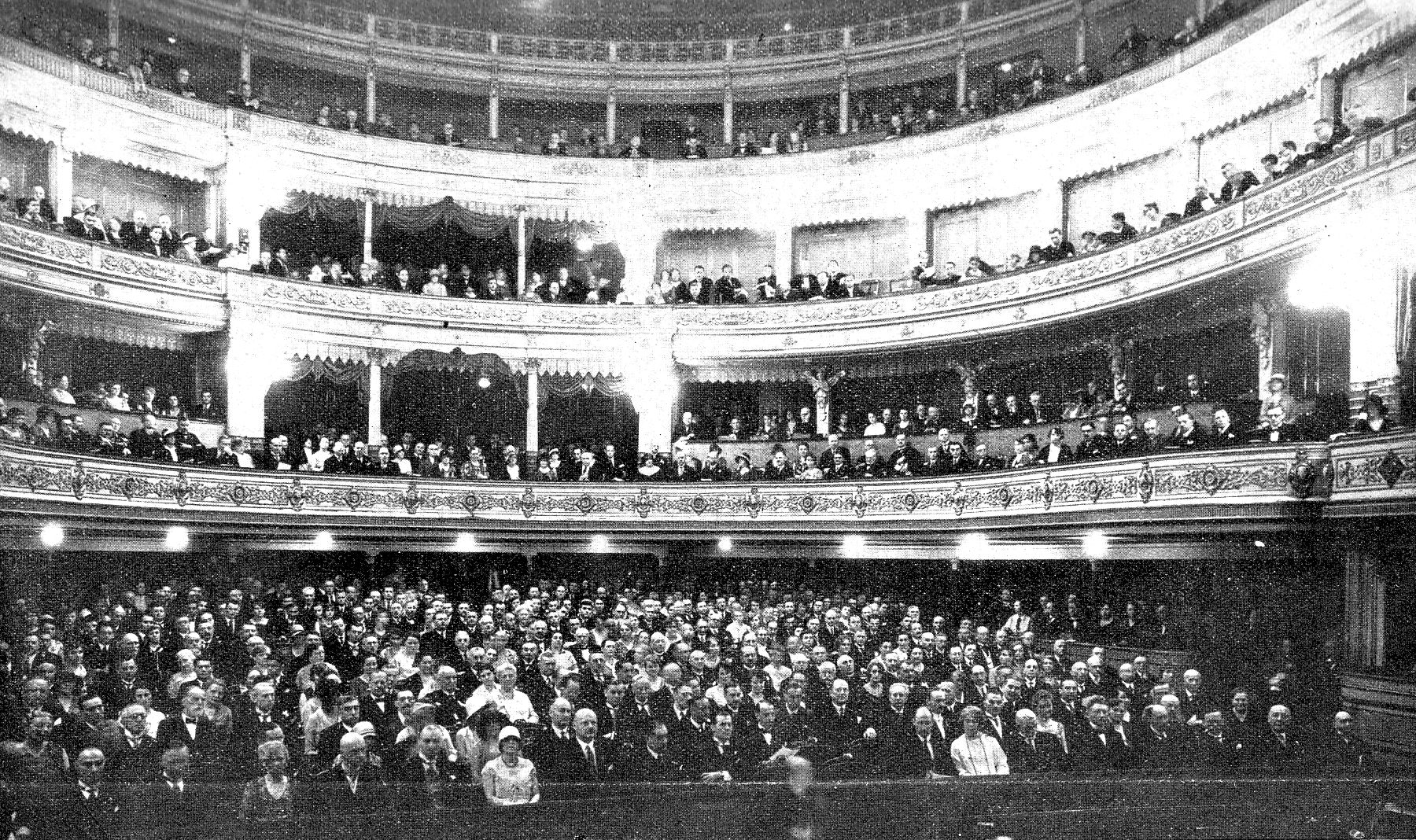
Opernaufführung für die Gäste des Welt-Pelz-Komgresses im Neuen Theater

Während der Zeit der Ausstellung fand vom 22. bis 29. Juni in Leipzig der Erste Welt-Pelz-Kongress statt, auf dem Paul Hollender zum ersten Präsidenten des neu gegründeten Internationalen Verbands der Pelzindustrien, Sitz Leipzig, gewählt wurde. Im Gegensatz zur Eröffnung waren hierzu Vertreter aller an der IPA beteiligten Länder erschienen. Die US-amerikanische Delegation leitete der Säugetierforscher Frank G. Ashbrook.
Der für das Jahr 1932 festgelegte zweite Welt-Pelz-Kongress hat wohl nicht stattgefunden. – Rückblickend nach dem Zweiten Weltkrieg und der anschließenden Verlagerung des Pelzhandels und der Pelzindustrie in den Westteil Deutschlands, vor allem zum Pelzhandelszentrum Niddastraße in Frankfurt am Main, bemerkte der Londoner Pelzhändler Francis Weiss, dass es wohl mehr ein Treffen Trauernder und ein Abgesang auf die tote Pelzstadt Leipzig gewesen sei, als ein Treffen Handelsfragen diskutierender Experten.
Auch der Weltverband der Arbeiter der Bekleidungsindustrie verlegte seinen vierten Kongress nach Leipzig (Fourth International Clothing Workers’ Congress). Vom 14. bis 17. Juni 1930 tagten dort Abgeordnete verschiedener Vereinigungen der Bekleidungsarbeiter, Schneider, Kürschner und Modisten. Der Deutsche Bekleidungsarbeiter-Verband nahm die Internationale Pelzfach-Ausstellung zum Anlass, 1930 ein Buch über die Geschichte der Kürschnerorganisation und die Entwicklung des Kürschnerhandwerks Deutschlands herauszugeben, insbesondere aus Sicht der Arbeitnehmerschaft.

## Der Vergnügungspark

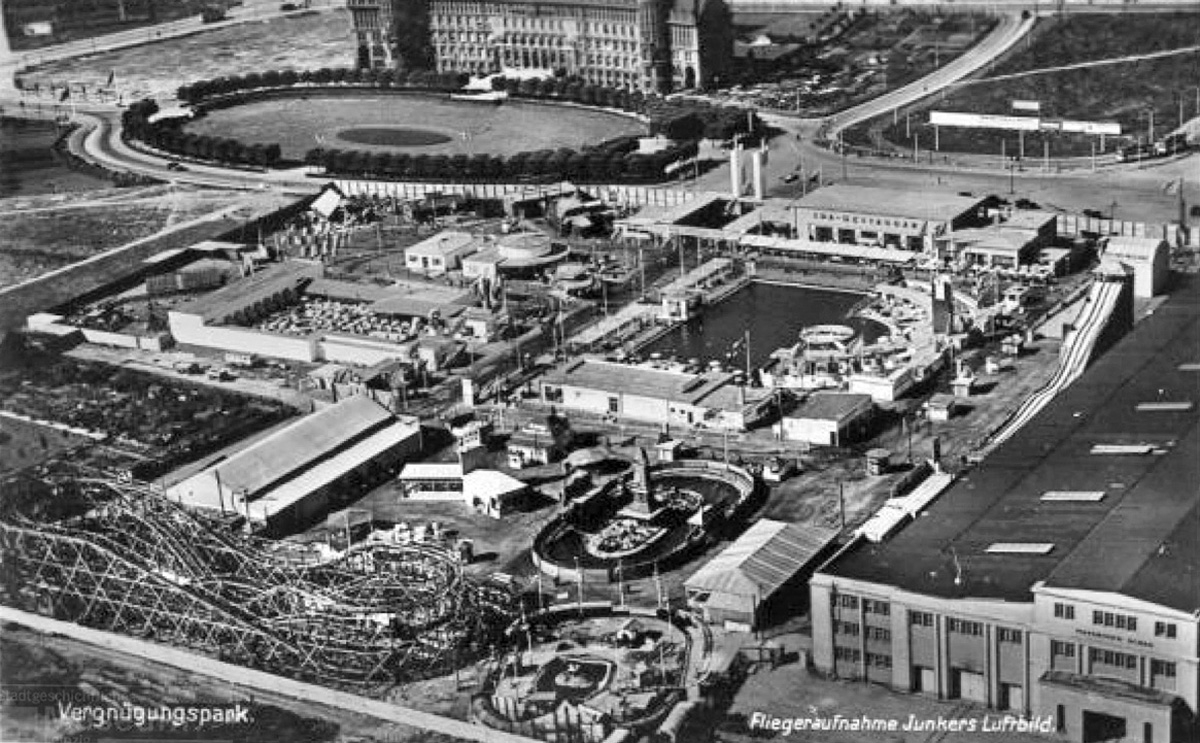
Der Vergnügungspark von oben
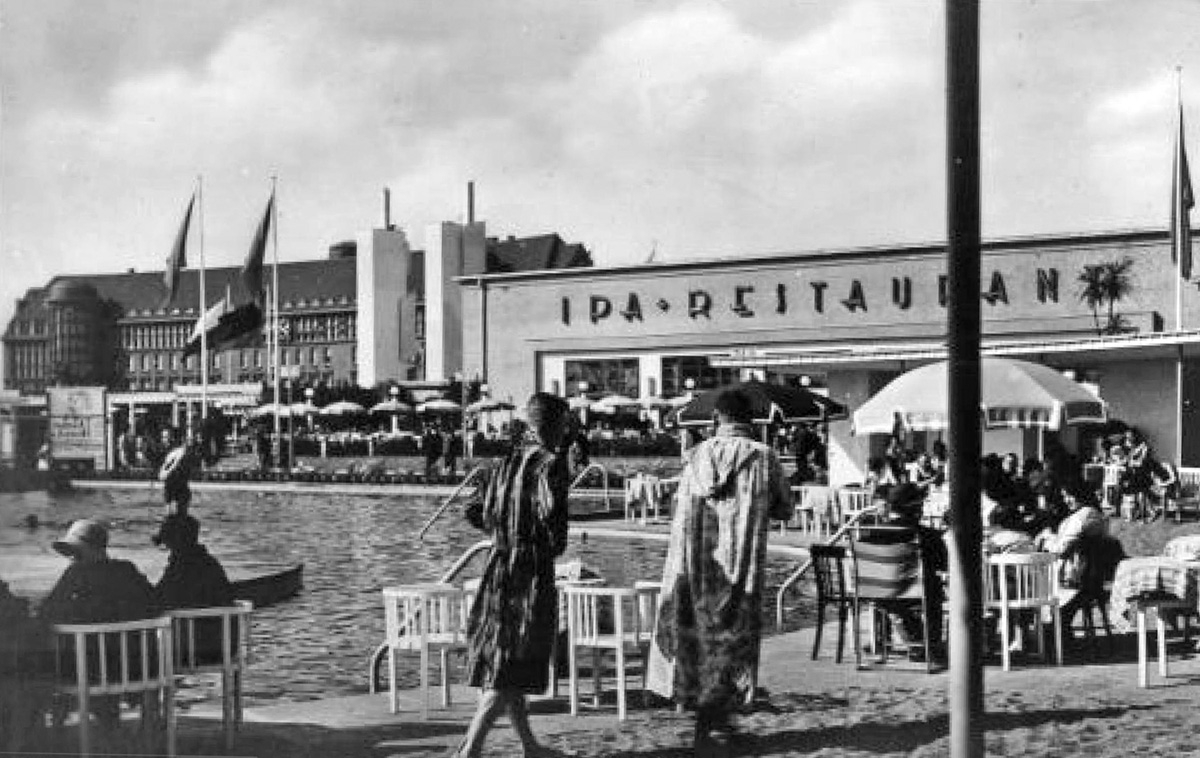
Bad und IPA-Restaurant
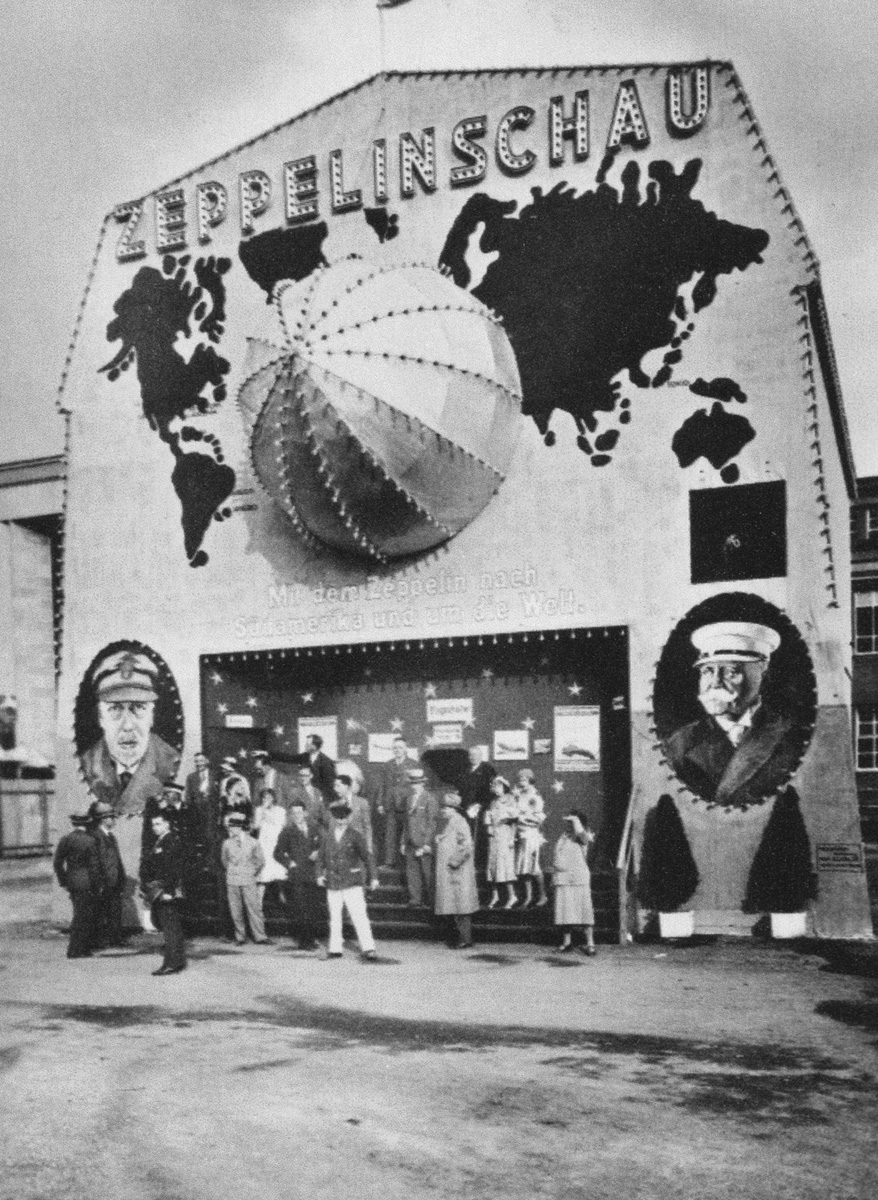
Vor der Zeppelinausstellung

Wie schon zu vorausgegangenen großen Leipziger Ausstellungen (zum Beispiel Sächsisch-Thüringische Industrie- und Gewerbeausstellung 1897 und Internationale Baufach-Ausstellung 1913) wurde auch zur IPA ein großer Vergnügungspark aufgebaut. Er befand sich am nördlichen Rand des Messegeländes, etwa auf dem Gebiet der heutigen Bio City Leipzig. Neben der gastronomischen Versorgung der Ausstellungsbesucher sollte er auch zu deren Unterhaltung beitragen. Aber nicht zuletzt sollte er auch weitere Ausstellungsbesucher anlocken. So gab es neben zum Teil thematisch gestalteten Gaststätten (Schwarzwaldhaus) eine Achterbahn, eine im Dunkeln beleuchtete Rodelbahn und ein Freibad mit angeschlossener Gaststätte. Es gab eine Zeppelinschau, und als weiteres Schauobjekt war der alte Brühl in Teilen nachgebaut. Die gesamte Anlage befand sich im Eigentum der Brauereien Riebeck und Ulrich.
Das Bad und das Hauptrestaurant blieben auch nach der Ausstellung erhalten und wurden erst im Zweiten Weltkrieg durch Bomben zerstört.